# .jobs
.jobs je internetová generická doména nejvyššího řádu vyhrazená pro organizace zabývající se zaměstnáním. Vlastní ji společnost Employ Media LLC. Schválena byla organizací ICANN dne 8. dubna 2005.

## Zamýšlený účel domény
Účelem této domény je mimo jiné i zjednodušení vyhledávání volných pracovních míst na internetu.